# Sessão de luta
Uma sessão de luta era uma sessão pública de autocrítica e crítica imposta pelos maoistas chineses durante a Era Mao Tse-Tung e até 1978 a alguns dos seus prisioneiros e, durante a Revolução Cultural, a virtualmente quaisquer pessoas cujas ideias e comportamento pudessem ser enquadrados, dentro do ideário maoísta, como reacionários. Efetivamente, apesar de pretensões a racionalidade, tratava-se de uma forma de humilhação pública empregada pelo Partido Comunista da China (PCC) para moldar a opinião pública e para ridicularizar, punir ou eliminar rivais políticos — os chamados inimigos do povo. Em geral, a vítima de uma sessão de luta era forçada a admitir diversos delitos diante de uma multidão de pessoas, que abusavam verbal e fisicamente da vítima, até que ele ou ela confessasse. A severidade desses maus-tratos, assim como o escopo de pessoas que estavam sob risco de serem alvo de uma sessão, o volume de participantes desta, sua frequência e suas consequências variavam imensamente, tendo atingido seus graus mais severos durante o auge da Revolução Cultural.

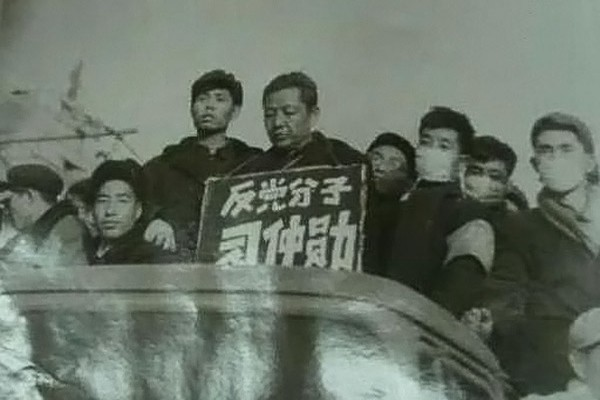
Uma sessão de luta de Xi Zhongxun, o pai de Xi Jinping (setembro de 1967).

Durante o governo de Mao Tsé-tung, os chineses foram obrigados a participar de diversos tipos de sessões de luta, algumas vezes consistindo de 100 000 pessoas. Familiares e amigos poderiam ser forçados a participar das críticas à vítima. Isto podia chegar ao ponto de tortura e durar semanas e levar ao suicídio ou mesmo à morte durante o evento.
Durante os anos 1950, quando o PCC começou o movimento de Reforma Agrária, os camponeses mais pobres tomaram as terras de seus proprietários, que receberam o título de "classe exploradora" (剥削 阶级), e cerca de 2 milhões de proprietários foram rapidamente executados após serem submetidos a uma sessão de luta.[carece de fontes?]